# 2102 Tantalus
2102 Tantalus (1975 YA) là một Apollo asteroid được phát hiện ngày 27 tháng 12 năm 1975 bởi C. Kowal ở Đài thiên văn Palomar.